# Вулиця Івана Чмоли
Вулиця Івана Чмоли — вулиця у Сихівському районі міста Львова, у місцевості Новий Львів. З'єднує вулицю Стрийську з вулицею Козельницькою.

## Історія та забудова
Названа так 1992 року на честь українського військового і освітнього діяча, одного з основоположників «Пласту» та стрілецького руху Івана Чмоли (1892—1941), від 1936 року мала назву Хрістельбауера, на честь спортивного діяча, президента Польської футбольної спілки у 1910-х роках Людвіка Хрістельбауера, від 1946 року — Динамівська, бо проходила біля тодішнього футбольного стадіону «Динамо».
Адресу №1 від повоєнних часів має квітково-оранжерейне господарство.
Забудова вулиці — промислова.